# OP Возничего
OP Возничего (лат. OP Aurigae) — одиночная переменная звезда в созвездии Возничего на расстоянии (вычисленном из значения параллакса) приблизительно 8483 световых лет (около 2601 парсека) от Солнца. Видимая звёздная величина звезды — от +15,6m до +12,8m.

## Характеристики
OP Возничего — красная углеродная пульсирующая переменная звезда, мирида (M:) спектрального класса C0-C1ea. Эффективная температура — около 3709 К.